# Palmeirante
Palmeirante est une municipalité brésilienne située dans l'État du Tocantins.